# Hans-Detlef Gollert-Hansen
Hans-Detlef Gollert-Hansen (3 de novembro de 1913 - 6 de março de 1945) foi um oficial alemão que serviu no Deutsches Heer durante a Segunda Guerra Mundial. Foi condecorado com a Cruz de Cavaleiro da Cruz de Ferro com Folhas de Carvalho.

## Condecorações
| Cruz de Ferro (1939) 2ª Classe                                   | 28 de junho de 1941   |
| Cruz de Ferro (1939) 1ª Classe                                   | 13 de março de 1942   |
| Distintivo de Feridos (1939) em Preto                            |                       |
| Distintivo de Feridos (1939) em Prata                            |                       |
| Medalha da Frente Oriental                                       |                       |
| Escudo Kuban                                                     |                       |
| Distintivo da infantaria de assalto                              |                       |
| Distintivo de combate fechado em Bronze                          |                       |
| Distintivo de combate fechado em Prata                           |                       |
| Cruz de Cavaleiro da Cruz de Ferro                               | 31 de julho de 1943   |
| Cruz de Cavaleiro da Cruz de Ferro com Folhas de Carvalho nº 699 | 14 de janeiro de 1945 |